# Agapitus von Praeneste

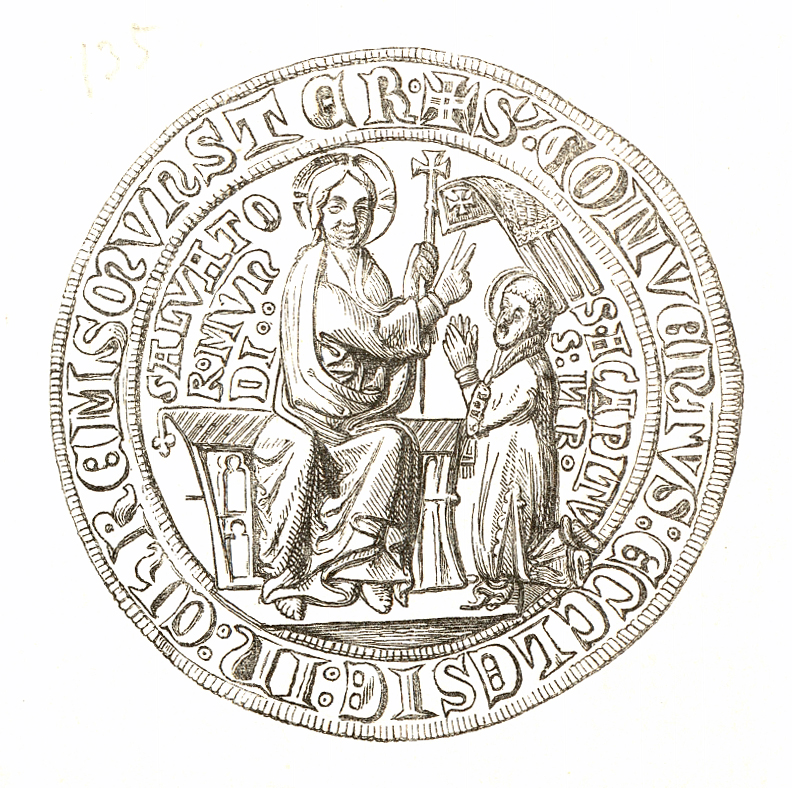
Agapitus kniend vor dem Salvator mundi auf einen Siegel des Stiftes Kremsmünster

Agapitus von Praeneste war ein Heiliger und Märtyrer im 3. Jahrhundert. Er ist der Patron der kranken Kinder und Schwangeren und Helfer bei Bauchschmerzen.

## Überlieferung

### Martyrologium Hieronianum und Martyrologium Romanum
Die alten Kalendarien und Martyrologien belegen übereinstimmend den 18. August als Todestag; das Jahr sowie weitere Einzelheiten wie Alter, Familienname etc. werden nicht genannt. Dieses kann vielleicht aus dem Martyrologium Romanum erschlossen werden, das folgenden Bericht bietet:
Praeneste natalis Sancti Agapiti martyris, qui cum esset annorum quindecim et amore Christi ferveret, iussu Aureliani Imperatoris tentus ac primo nervis crudis diutissime caesus, deinde sub Antiocho praefecto graviora supplicia passus, exinde cum ex praecepto imperatoris leonibus obiiceretur et minime laesus esset, gladio ministrorum coronandus percutitur.
„Praeneste, der Geburtsort des heiligen Märtyrers Agapitus, der mit fünfzehn Jahren Christus glühend liebte, auf Befehl des Kaisers Aurelian gefangengenommen und zuerst lange ausgepeitscht wurde. Dann erlitt er unter dem Präfekten Antiochus schwerere Martern, worauf er auf Geheiß des Kaisers den Löwen vorgeworfen wurde. Unverletzt geblieben, erlangte er durch das Schwert der Knechte die Krone des Martyriums.“
Sollte Agapitus tatsächlich unter Kaiser Aurelian gemartert worden sein, kommt – nach Kellner – am ehesten das Jahr 274 in Frage. Wie die Erwähnung eines Stadtpräfekten Antiochus beweist, der nirgends belegt ist, ist jedoch auch diese Notiz bezüglich ihrer historischen Glaubwürdigkeit fraglich.

### Passio Sancti Agapiti
Die Passio Sancti Agapiti, die legendäre Erzählung seines Martyriums, ist nicht vor dem 7. Jahrhundert entstanden. Es gibt zwei Hauptrezensionen, die beide aus dem 11. Jahrhundert stammen: Die eine ist im burgundischen Besançon beheimatet, wo das Haupt des Heiligen verehrt wird, die anderen in Montecassino.
In der Passio Sancti Agapiti wird der Bericht seines Martyriums weiter ausgeschmückt: Zunächst geißelte man ihn und sperrte ihn dann vier Tage ohne Essen und Trinken ins Gefängnis. Agapitus wurden glühende Kohlen aufs Haupt gestreut und wurde danach von seinen Folterern mit den Füßen über einem brennenden Holzstoß aufgehängt. Anschließend wurde er ausgepeitscht und mit siedendem Wasser übergossen. Nachdem ihm die Kinnbacken zerbrochen worden waren, wurde Agapitus den Löwen zum Fraß vorgeworfen. Diese schmiegten sich jedoch nur an ihn und ließen ihn unbehelligt. Daraufhin ließ man Agapitus enthaupten.

## Grab und Reliquien
Über seinem Grab wurde im 4. Jahrhundert eine kleine Kirche errichtet, die durch Papst Leo III. restauriert und 1864 zwischen Wohngebäuden wiederentdeckt wurde. In der Kathedrale von Palestrina (Teil des Cranium in einer Kopfreliquie), Besançon (Haupt), Bologna und Kremsmünster (Oberösterreich; Großteil der Gebeine) werden Reliquien des heiligen Agapitus aufbewahrt. Eine wissenschaftliche Untersuchung dieser Reliquien und ihrer möglichen Zusammengehörigkeit steht aus.

## Verehrung
Bis heute ist Agapitus der Hausheilige des Stiftes Kremsmünster und der Stadtpatron von Palestrina, wo jeweils an seinem Gedenktag, dem 18. August, ein hohes Fest begangen wird.
Nach Kellner sollen die Reliquien als Schenkung Kaiser Arnulfs von Kärnten Ende des 9. Jahrhunderts ans Stift Kremsmünster gekommen sein (wofür es aber keine Beweise gibt). Spätestens seit der Einweihung der Klosterkirche durch Bischof Altmann von Passau (1082) verstand sich das bisherige Salvatorkloster jedenfalls (auch) als monasterium S. Agapiti (Kloster des Hl. Agapitus).
Andere Hypothesen (zuletzt Froschauer, wonach es sich um die Reliquien des gleichnamigen römischen Märtyrers und Diakons Agapitus handeln könnte, die zur Zeit Bischof Altmanns aus Niederaltaich nach Kremsmünster gekommen seien), fanden (zumindest in Kremsmünster) bislang wenig Widerhall.
In der rechten Seitenapside der Stiftskirche von Kremsmünster befindet sich der Altar, der dem Heiligen geweiht ist und wo seine Reliquien aufbewahrt werden. Auch auf dem Siegel des Stiftes und des Stiftsgymnasiums findet sich seine Darstellung.

## Ikonografie
In den frühen Abbildungen wird meist das Martyrium von Agapitus gezeigt, etwa die Folterung über dem brennenden Holzstoß oder seine Enthauptung. Später wird er als Knabe oder Jüngling (oft in Diakonsgewändern) dargestellt, seine Attribute sind Palme, Krone und Löwen. Darstellungen von ihm finden sich beispielsweise auf einem Fresko aus dem 8. Jahrhundert in der Kirche San Crisogono in Rom oder in einer Handschrift der Stiftsbibliothek Kremsmünster aus dem Jahre 1465: Herzog Tassilo III. kniet vor dem Hl. Agapitus und reicht ihm das Modell der Stiftskirche.